# لیام فونتن
لیام فونتن (انگلیسی: Liam Fontaine؛ زادهٔ ۷ ژانویهٔ ۱۹۸۶) یک بازیکن فوتبال اهل بریتانیا است.